# 5th Brigade (Zimbabwe National Army)
La 5th Brigade è un reparto di fanteria dello Zimbabwe National Army. È tristemente famosa per aver attutato, nel 1982, una ferocissima repressione nei confronti dei sostenitori dell'Unione Popolare Africana di Zimbabwe (opposto al partito del presidente Robert Mugabe, l'Unione Nazionale Africana di Zimbabwe) e prevalentemente di etnia Ndebele,   nella regione del Matabeleland. In tale operazione, nota con il nome di Gukurahundi e  definita da molti studiosi un genocidio, persero la vita tra le 10.000 e le 30.000 persone. Comandante di questa famigerata brigata era Perence Shiri (comandante della Air Force of Zimbabwe).